# Michael Simpson Culbertson
Michael Simpson Culbertson, född den 18 januari 1819 i Chambersburg i Pennsylvania, död den 25 augusti 1862 i Shanghai, var en amerikansk missionär. 
Efter att 1839 ha genomgått militärakademien i West Point, skötte han professuren i matematik där och hade sedan en kort tid plats i armén. Hans håg drogs dock snart åt annat håll, och efter studier vid teologiska seminariet i Princeton blev han av Presbyterian Board sänd som missionär till Kina, där han, frånsett en resa till hemlandet 1856, verkade i Ningpo 1845–1851 och sedan i Shanghai. Det mest betydelsefulla i hans livsgärning var det arbete han nedlade på den kinesiska bibelöversättningen.